# VW Passat B7
| Sterne im Euro NCAP-Crashtest |

Der VW Passat B7 (Typ 3C) ist ein Mittelklassefahrzeug von Volkswagen, das am 22. Oktober 2010 auf dem Pariser Autosalon erstmals der Öffentlichkeit präsentiert wurde. Es ersetzte den Passat B6, auf dessen Karosserie und Technik es aber weiterhin basiert.
Im Februar 2015 wurde die Produktion des Passat B7 zugunsten des B8 beendet.

## Modellgeschichte

### Allgemeines
Der Passat B7 basiert auf der gleichen Plattform wie sein Vorgänger, wobei fast kein sichtbares Teil unverändert blieb; der Radstand wurde minimal vergrößert. Der Luftwiderstandsbeiwert (cw) liegt für den Variant bei 0,298 und für die Limousine bei 0,291. Zudem wurde die Front an das aktuelle VW-Design angepasst, das 2008 mit dem Golf VI eingeführt wurde.
Die ersten Fahrzeuge gelangten Mitte November 2010 in den Handel. In der Volksrepublik China wird diese Generation wie dessen Vorgänger parallel zum chinesischen VW Passat unter der Bezeichnung VW Magotan vermarktet. In beiden Werken begann die Produktion im Dezember 2011.
Parallel zum Passat B7 gibt es den VW Passat (NMS), der speziell für und in USA und China gebaut wird und dort auch Passat heißt, jedoch sonst nicht viel mit dem europäischen VW Passat gemeinsam hat.

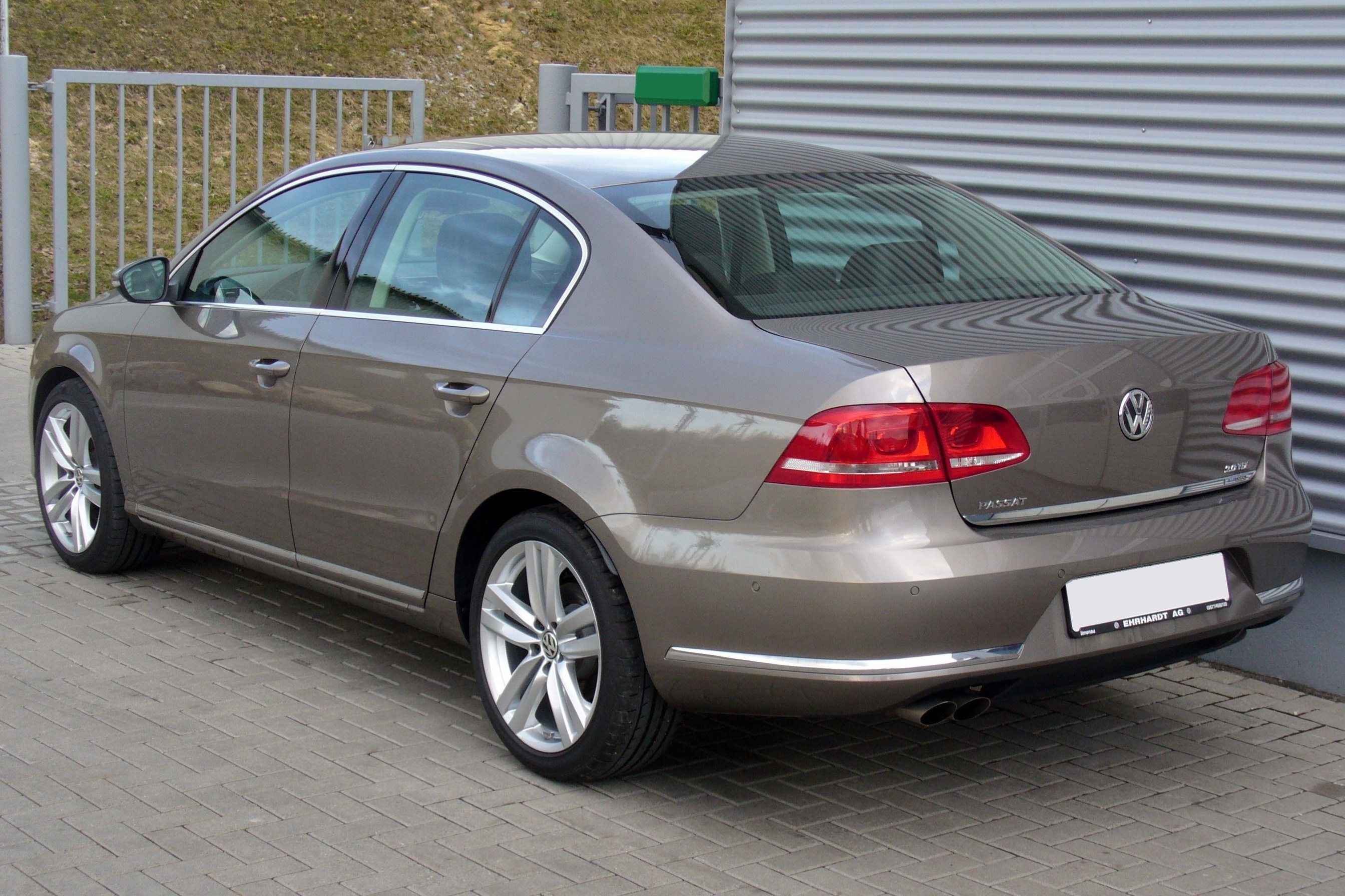
Heckansicht
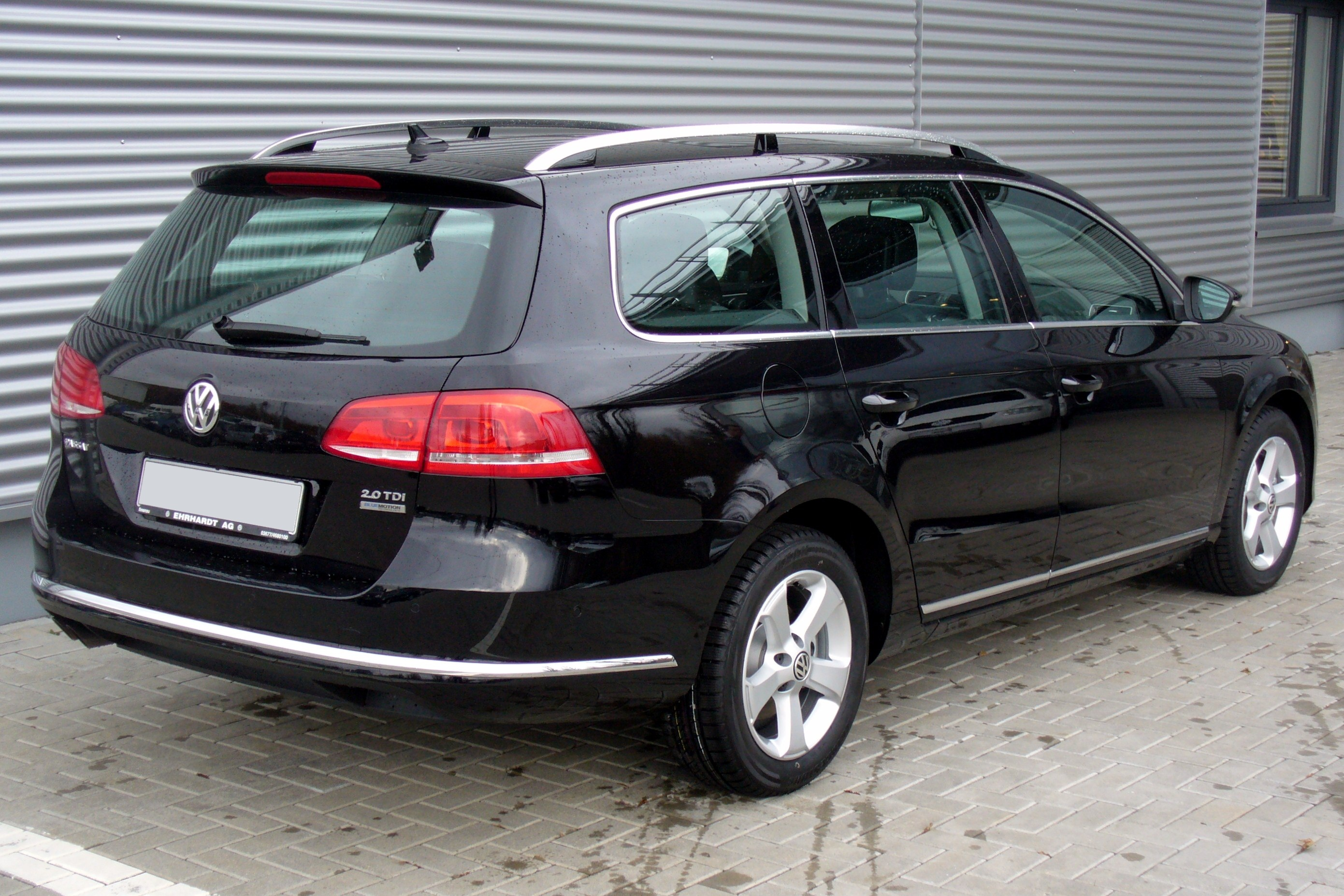
VW Passat Variant (2010–2014)
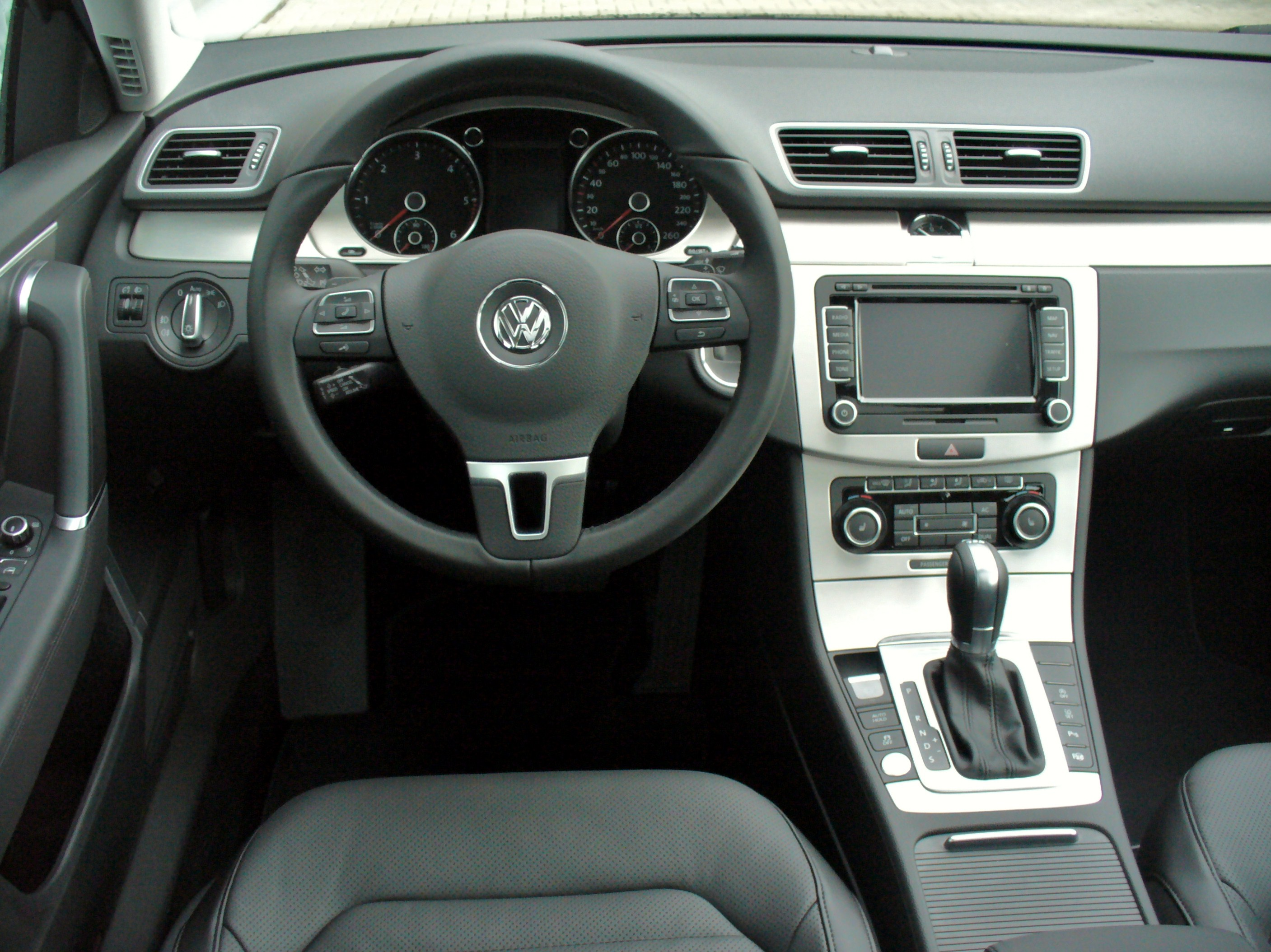
Interieur

### PassatAlltrack

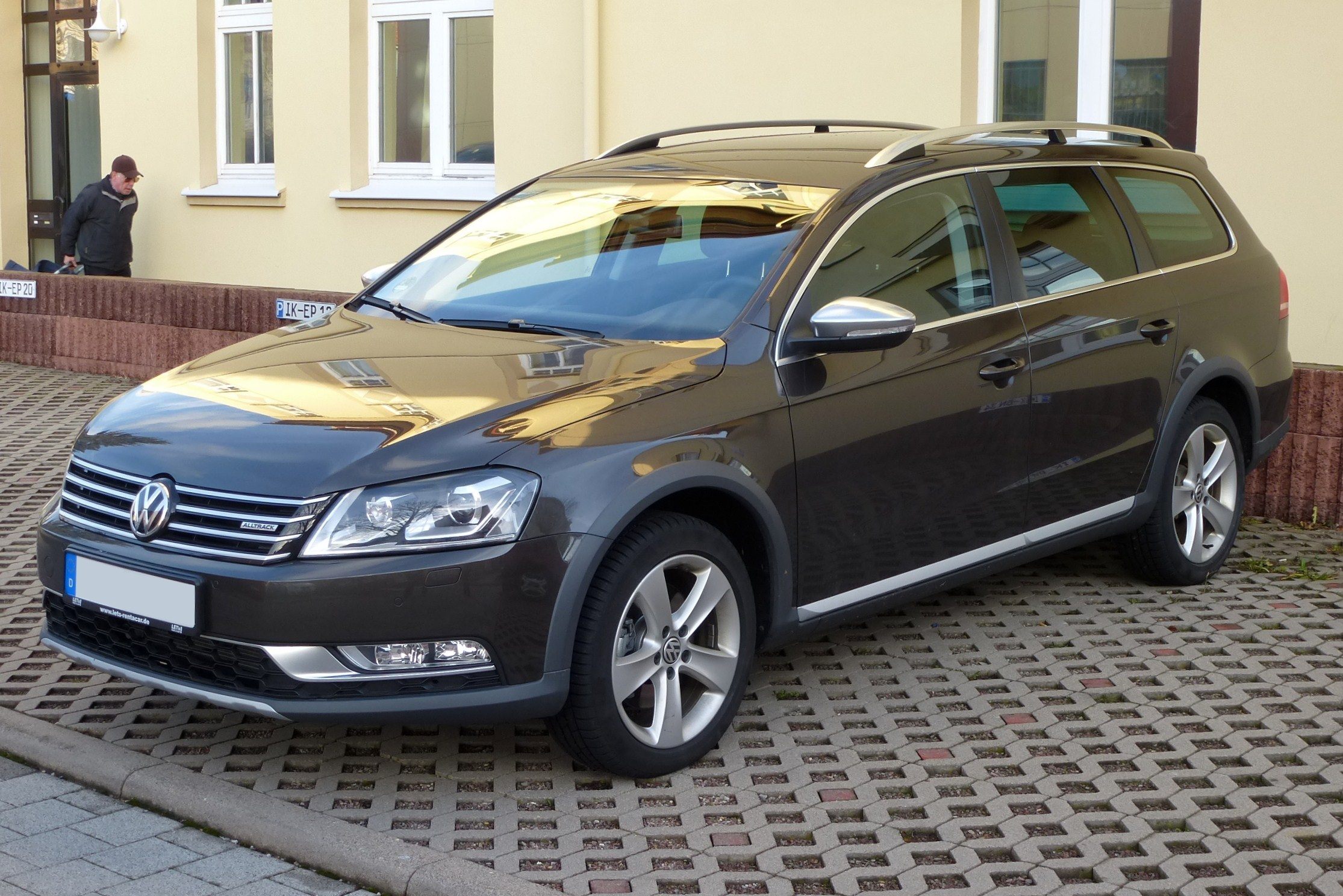
VW Passat Alltrack (2012–2014)

Auf der 42. Tokyo Motor Show (3. bis 11. Dezember 2011) wurde der Passat Alltrack vorgestellt, der im Frühjahr 2012 in den Handel kam.
Der Alltrack ist ein um 30 mm höher gelegter B7 Variant mit modifizierten Stoßfängern samt integriertem Unterfahrschutz sowie Radhausverbreiterungen aus Kunststoff. In den Abmessungen entspricht er dem normalen Kombi. Angeboten wird der Passat Alltrack mit 118 kW (160 PS) und 155 kW (211 PS) starken Ottomotoren sowie mit 103 kW (140 PS) und 125/130 kW (170/177 PS) starken Dieselmotoren. Bei den beiden stärkeren Motoren sind Allradantrieb und Doppelkupplungsgetriebe serienmäßig. Ab Anfang 2013 ist Allradantrieb dann bei allen gelieferten Alltrack serienmäßig. Der Verbrauch steigt im Vergleich zur Normalversion um etwa einen halben Liter. Die Ausstattung baut auf dem Comfortline-Niveau auf.
Wie der VW Tiguan und VW Touareg hat der Alltrack ein Offroad-Programm, das über eine Taste in der Mittelkonsole aktiviert wird. Dadurch werden Antiblockiersystem (ABS), Bergabfahrhilfe und das Direktschaltgetriebe (DSG) neu abgestimmt und auf den Einsatz in leichtem Gelände und bei Anhängerbetrieb abgestimmt.
In China wird das Modell als Magotan Alltrack vertrieben.

## Fahrwerk
Der Passat B7 hat vorn MacPherson-Federbeine mit unteren Dreiecksquerlenkern, hinten eine Vierlenker-Hinterachse mit getrennter Feder-Dämpfer-Anordnung. Gelenkt wird mit einer elektromechanischen Lenkung mit geschwindigkeitsabhängiger Servounterstützung.

## Ausstattung

### Ausstattungsvarianten
Der B7 wird in verschiedenen Ausstattungen angeboten. Die Ausstattungsvariante Trendline stellt dabei das Minimum an Ausstattung dar, gefolgt von höherwertigen Ausstattungen wie dem Comfortline, Highline und anderen. Zudem ist der B7 serienmäßig mit einer Akustikfrontscheibe ausgestattet. Optional sind auch die vorderen Seitenscheiben mit Akustikaufbau verfügbar. Im November 2011 wurde die Klimabedieneinheit optisch überarbeitet.
- Trendline: 16" Stahlfelgen mit Radkappen, elektronische Parkbremse, Fensterheber vorn & hinten elektrisch, Klimaanlage, Stoffsitze schwarz, Zierleisten schwarz an den Seitenfenstern, Dekoreinlagen „Chrom matt“, Dachreling silber eloxiert, RCD310 mit Bluetooth Freisprecheinrichtung
- Comfortline: 16" Leichtmetallfelgen mit rollwiderstandsoptimierten Reifen, Ambientebeleuchtung innen, Chromleisten an den Seitenfenstern, an den Stossfängern vorne und hinten sowie an den Türen, Lederlenkrad, Komfortsitze in drei verschiedenen Farben, Make-up-Spiegel beleuchtet in den Sonnenblenden, Müdigkeitserkennung, Dekoreinlagen „Iridium printed“.
- Highline: 17" Leichtmetallfelgen mit Mobilitätsreifen, Klimaautomatik 2-Zonen, Nebelscheinwerfer, Multifunktions-Lederlenkrad, Teilleder-Alcantara-Komfortsitze, Sitzheizung vorne, Aluminium/Holz-Dekoreinlagen im Innenraum.
- R-Line: 17" Leichtmetallfelgen mit Mobilitätsreifen, R-Line Exterieur und Interieur-Paket, Sportfahrwerk (nicht bestellbar bei 2.0 TSI), Dekoreinlagen „Titansilber“.
- Exclusive: 18" Leichtmetallfelgen mit Mobilitätsreifen, Ledersitze (Sitzflächen und Sitzwangen in „Cool Leather“), Ambientebeleuchtung in den Türdekoren, Dekoreinlagen in Edelholz „Tamo Creme seidenmatt“.
- Business Edition: 16" Leichtmetallfelgen mit Mobilitätsreifen, LED-Rückleuchten, Xenon-Scheinwerfer, Mobiltelefonvorbereitung „Plus“, Radio-Navigationssystem „RNS 315“.

### Sonderausstattungen
Die Liste der Sonderausstattungen umfasst unter anderem erstmals ein Panoramaschiebedach für den Passat Variant und diverse neue Fahrerassistenzsysteme:
- Dynamische Fernlichtregulierung,
- Spurwechselassistent,
- Verkehrszeichenerkennung
- Toter-Winkel-Assistent
- Abstandstempomat
- Standheizung

Des Weiteren sind die Vordersitze mit aktiver Klimatisierung sowie der Fahrersitz mit Massagefunktion bestellbar.

### Radio- und Navigationssysteme
In der Ausstattungsvariante Trendline wird das Radio RCD 210 mit CD-Player und AUX, MP3-Wiedergabe und vier Lautsprechern verbaut. In allen anderen Ausstattungen kommt das RCD 310 mit acht Lautsprechern zum Einsatz und in der Business Edition das Radio-Navigationssystem RNS 315 mit vorinstallierten Navigationsdaten (wahlweise für West- oder Osteuropa). Wahlweise kann auch das RCD 510 bestellt werden. Optional ist das Navigationssystem RNS 510 mit einer integrierten 30-GB-Festplatte verfügbar. Bis auf das RCD 210 und RCD 310 werden alle Geräte mittels Touchscreen-Bedienung gesteuert.
Die Displaydiagonale beträgt beim RCD 310 und RNS 315 fünf Zoll und beim RCD 510, bzw. RNS 510 6,5 Zoll. In der Ausstattungsvariante Comfortline wird das Navigationssystem RNS 310 mit CD (einzelne Länder) und SD-Karte (West-/Osteuropa) angeboten. Das RNS 310 verfügt neben einem CD-Player und SD-Kartenslot auch über AUX-In und Bluetooth.

## Antrieb

### Motoren
Die Motorenpalette entspricht weitgehend dem letzten Angebot beim Vorgänger. Der 3,6-l-VR6-Ottomotor wurde wegen der zu erreichenden Euro-5-Abgasnorm überarbeitet.
Es werden eine 1,6-TDI-Diesel-Version mit 77 kW (105 PS) ohne Dieselpartikelfilter (DPF) und zwei 2,0-Liter-TDI-Motoren mit DPF und mit Common-Rail-Einspritzung angeboten, die 103 bzw. 125 kW (140 bzw. 170 PS) (ab Nov 2012 130 kW/177 PS) leisten. Bei allen Dieselmodellen und dem 90-kW-Benziner (122 PS) gehören ein Start-Stopp-System, eine Schaltzeitpunktanzeige und ein Mikrohybridsystem zur Serienausstattung.
Bei beiden 2,0-Liter-TDI-Motoren kann wahlweise der Allradantrieb 4Motion mitbestellt werden (103 kW/140 PS nur mit manuellem Getriebe, 125/130 kW 170/177 PS nur mit Direktschaltgetriebe).

### Getriebe
In Verbindung mit dem 90 kW-TSI-Motor (122 PS), dem 118 kW-TSI-Motor (160 PS) oder den 103 bzw. 130 kW-TDI-Motoren (140 bzw. 177 PS) verfügt das Doppelkupplungsgetriebe über eine Freilauffunktion, welche den Motor bei Gaswegnahme vorübergehend entkuppelt.

## Technische Daten

### Ottomotoren
| Passat                                      | 1.4 TSI/1.4 TSI BlueMotion Technology             | 1.4 TSI EcoFuel (CNG/Erdgas)                      | 1.4 TSI BlueMotion Technology                     | 1.8 TSI (1)                                       | 2.0 TSI (2)                                       | 3.6 FSI VR6                                    |
| ------------------------------------------- | ------------------------------------------------- | ------------------------------------------------- | ------------------------------------------------- | ------------------------------------------------- | ------------------------------------------------- | ---------------------------------------------- |
| Bauzeitraum                                 | 08/2010–10/2014                                   | 08/2010–10/2014                                   | 10/2012–10/2014                                   | 08/2010–10/2012                                   | 08/2010–10/2014                                   | 08/2010–10/2014                                |
| Motorbaureihe                               | VW EA111                                          | VW EA111                                          | VW EA111                                          | VW EA888                                          | VW EA888                                          | VW EA390                                       |
| Motorkennbuchstaben                         | CAXA                                              | CDGA                                              | CTHD, CKMA                                        | CDAA                                              | CCZB                                              | BWS                                            |
| Motortyp                                    | Vierzylinder in Reihen-Bauart, Direkteinspritzung | Vierzylinder in Reihen-Bauart, Direkteinspritzung | Vierzylinder in Reihen-Bauart, Direkteinspritzung | Vierzylinder in Reihen-Bauart, Direkteinspritzung | Vierzylinder in Reihen-Bauart, Direkteinspritzung | Sechszylinder in VR-Bauart, Direkteinspritzung |
| Nockenwellenantrieb                         | Steuerkette                                       | Steuerkette                                       | Steuerkette                                       | Steuerkette                                       | Steuerkette                                       | Steuerkette                                    |
| Motoraufladung                              | Turbolader                                        | Twincharger                                       | Twincharger                                       | Turbolader                                        | Turbolader                                        | —                                              |
| Bohrung × Hub                               | 76,5 × 75,6 mm                                    | 76,5 × 75,6 mm                                    | 76,5 × 75,6 mm                                    | 82,5 × 84,2 mm                                    | 82,5 × 92,8 mm                                    | 89,0 × 96,3 mm                                 |
| Hubraum                                     | 1390 cm³                                          | 1390 cm³                                          | 1390 cm³                                          | 1798 cm³                                          | 1984 cm³                                          | 3597 cm³                                       |
| max. Leistung bei min−1                     | 90 kW (122 PS)/ 5000                              | 110 kW (150 PS)/ 5500                             | 118 kW (160 PS)/ 5500                             | 118 kW (160 PS)/ 5000–6200                        | 155 kW (211 PS)/ 5300–6200                        | 220 kW (299 PS)/ 6600                          |
| max. Drehmoment bei min−1                   | 200 Nm/ 1500–4000                                 | 220 Nm/ 1500–4500                                 | 240 Nm/ 1500–4500                                 | 250 Nm/ 1500–4200                                 | 280 Nm/ 1700–5200                                 | 350 Nm/ 2400–5300                              |
| Antriebsart, serienmäßig                    | Vorderradantrieb                                  | Vorderradantrieb                                  | Vorderradantrieb                                  | Vorderradantrieb                                  | Vorderradantrieb                                  | Allradantrieb                                  |
| Antriebsart, optional                       | —                                                 | —                                                 | —                                                 | —                                                 | Allradantrieb (Alltrack)                          | —                                              |
| Getriebeart, serienmäßig                    | 6-Gang-Schaltgetriebe                             | 6-Gang-Schaltgetriebe                             | 6-Gang-Schaltgetriebe                             | 6-Gang-Schaltgetriebe                             | 6-Gang-Schaltgetriebe                             | 6-Gang-DSG                                     |
| Getriebeart, optional                       | 7-Gang-DSG                                        | 7-Gang-DSG                                        | 7-Gang-DSG                                        | 7-Gang-DSG                                        | 6-Gang-DSG                                        | —                                              |
| Leergewicht                                 | 1440–1507 kg                                      | 1598–1647 kg                                      | 1472–1539 kg                                      | 1502–1551 kg                                      | 1537–1582 kg                                      | 1722–1773 kg                                   |
| maximale Zuladung                           | 624–678 kg                                        | 596–599 kg                                        | 603–655 kg                                        | 603–655 kg                                        | 598–656 kg                                        | 593–622 kg                                     |
| Beschleunigung, 0–100 km/h                  | 10,3–10,6 s                                       | 9,8–9,9 s                                         | 8,5–8,7 s                                         | 8,5–8,7 s                                         | 7,6–7,7 s                                         | 5,5–5,7 s                                      |
| Höchstgeschwindigkeit                       | 200–205 km/h                                      | 212–214 km/h                                      | 218–220 km/h                                      | 218–220 km/h                                      | 233–238 km/h                                      | 250 km/h                                       |
| Kraftstoffverbrauch auf 100 km (kombiniert) | 5,9–6,4 l Super                                   | 4,3 kg Erdgas                                     | 6,1–6,2 l Super                                   | 6,9–7,1 l Super                                   | 7,2–7,9 l Super                                   | 9,3 l Super Plus                               |
| CO2-Emission, kombiniert                    | 138–149 g/km                                      | 117–119 g/km                                      | 142–144 g/km                                      | 160–165 g/km                                      | 169–183 g/km                                      | 215 g/km                                       |
| Abgasnorm nach EU-Klassifikation            | Euro 5                                            | Euro 5                                            | Euro 5                                            | Euro 5                                            | Euro 5                                            | Euro 5                                         |

### Dieselmotoren
|                                             | 1.6 TDI BlueMotion/BlueMotion Technology                                                    | 2.0 BlueTDI (SCR) (1)                                                                       | 2.0 TDI BlueMotion Technology                                                               | 2.0 TDI BlueMotion Technology                                                               | 2.0 TDI BlueMotion Technology                                                               |
| ------------------------------------------- | ------------------------------------------------------------------------------------------- | ------------------------------------------------------------------------------------------- | ------------------------------------------------------------------------------------------- | ------------------------------------------------------------------------------------------- | ------------------------------------------------------------------------------------------- |
| Bauzeitraum                                 | 08/2010–10/2014                                                                             | 01/2011–10/2014                                                                             | 08/2010–10/2014                                                                             | 08/2010–12/2012                                                                             | 11/2012–10/2014                                                                             |
| Motorbaureihe                               | VW EA189                                                                                    | VW EA189                                                                                    | VW EA189                                                                                    | VW EA189                                                                                    | VW EA189                                                                                    |
| Motorkennbuchstaben                         | CAYC                                                                                        | CFFB                                                                                        | CBAB, CFFB                                                                                  | CLLA, CFGB                                                                                  | CFGC                                                                                        |
| Motortyp                                    | Vierzylinder-Dieselmotor in Reihenbauart, Common-Rail-Einspritzung, Dieselrußpartikelfilter | Vierzylinder-Dieselmotor in Reihenbauart, Common-Rail-Einspritzung, Dieselrußpartikelfilter | Vierzylinder-Dieselmotor in Reihenbauart, Common-Rail-Einspritzung, Dieselrußpartikelfilter | Vierzylinder-Dieselmotor in Reihenbauart, Common-Rail-Einspritzung, Dieselrußpartikelfilter | Vierzylinder-Dieselmotor in Reihenbauart, Common-Rail-Einspritzung, Dieselrußpartikelfilter |
| Motoraufladung                              | Turbolader                                                                                  | Turbolader                                                                                  | Turbolader                                                                                  | Turbolader                                                                                  | Turbolader                                                                                  |
| Bohrung × Hub                               | 79,5 × 80,5 mm                                                                              | 81,0 × 95,5 mm                                                                              | 81,0 × 95,5 mm                                                                              | 81,0 × 95,5 mm                                                                              | 81,0 × 95,5 mm                                                                              |
| Hubraum                                     | 1598 cm³                                                                                    | 1968 cm³                                                                                    | 1968 cm³                                                                                    | 1968 cm³                                                                                    | 1968 cm³                                                                                    |
| max. Leistung bei min−1                     | 77 kW (105 PS)/ 4400                                                                        | 103 kW (140 PS)/ 4200                                                                       | 103 kW (140 PS)/ 4200                                                                       | 125 kW (170 PS)/ 4200                                                                       | 130 kW (177 PS)/ 4200                                                                       |
| max. Drehmoment bei min−1                   | 250 Nm/ 1500–2500                                                                           | 320 Nm/ 1750–2500                                                                           | 320 Nm/ 1750–2500                                                                           | 350 Nm/ 1750–2500                                                                           | 380 Nm/ 1750–2500                                                                           |
| Antriebsart, serienmäßig                    | Vorderradantrieb                                                                            | Vorderradantrieb                                                                            | Vorderradantrieb                                                                            | Vorderradantrieb                                                                            | Vorderradantrieb                                                                            |
| Antriebsart, optional                       | —                                                                                           | —                                                                                           | Allradantrieb                                                                               | Allradantrieb                                                                               | Allradantrieb                                                                               |
| Getriebeart, serienmäßig                    | 6-Gang-Schaltgetriebe                                                                       | 6-Gang-Schaltgetriebe                                                                       | 6-Gang-Schaltgetriebe                                                                       | 6-Gang-Schaltgetriebe                                                                       | 6-Gang-Schaltgetriebe                                                                       |
| Getriebeart, optional                       | —                                                                                           | 6-Gang-DSG                                                                                  | 6-Gang-DSG                                                                                  | 6-Gang-DSG                                                                                  | 6-Gang-DSG                                                                                  |
| Leergewicht                                 | 1499–1547 kg                                                                                | 1580–1648 kg                                                                                | 1532–1656 kg                                                                                | 1591–1687 kg                                                                                | 1534–1558 kg                                                                                |
| maximale Zuladung                           | 580–652 kg                                                                                  | 625–667 kg                                                                                  | 628–689 kg                                                                                  | 614–668 kg                                                                                  |                                                                                             |
| Beschleunigung, 0–100 km/h                  | 12,2–12,5 s                                                                                 | 9,8–10,0 s                                                                                  | 9,8–10,1 s                                                                                  | 8,5–8,8 s                                                                                   | 8,4–8,6 s                                                                                   |
| Höchstgeschwindigkeit                       | 193–198 km/h                                                                                | 208–213 km/h                                                                                | 207–211 km/h                                                                                | 217–227 km/h                                                                                | 217–227 km/h                                                                                |
| Kraftstoffverbrauch auf 100 km (kombiniert) | 4,1–4,4 l Diesel                                                                            | 4,7–5,3 l Diesel                                                                            | 4,6–5,3 l Diesel                                                                            | 4,6–5,6 l Diesel                                                                            | 5,6–7,7 l Diesel                                                                            |
| CO2-Emission, kombiniert                    | 109–116 g/km                                                                                | 123–139 g/km                                                                                | 119–139 g/km                                                                                | 120–149 g/km                                                                                | 120–123 g/km                                                                                |
| Abgasnorm nach EU-Klassifikation            | Euro 5                                                                                      | Euro 6                                                                                      | Euro 5                                                                                      | Euro 5                                                                                      | Euro 5                                                                                      |

## Version für USA und China
Für die USA wird seit August 2011 erstmals ein eigenständiges Modell angeboten. Der Wagen ist mit 4,87 m 10 cm länger als die europäische Version und luxuriöser ausgestattet. Der Preis ist günstiger als in Europa, da das Modell nicht aus Europa importiert werden muss, sondern in einem Werk in Chattanooga (Tennessee) von Volkswagen Group of America Chattanooga Operations LLC gebaut wird.
In China wird dieses Modell für den chinesischen Markt und für Südkorea gebaut.